# Paratus kamurai
Espèce
Synonymes
- Otacilia kamurai Ono & Ogata, 2018

Paratus kamurai est une espèce d'araignées aranéomorphes de la famille des Liocranidae.

## Distribution
Cette espèce est endémique d'Iriomote-jima dans l'archipel Nansei au Japon,.

## Description
Le mâle holotype mesure 2,86 mm et la femelle paratype 3,01 mm.

## Systématique et taxinomie
Cette espèce a été décrite sous le protonyme Otacilia kamurai par Ono et Ogata en 2018. Elle est placée dans le genre Paratus par Kamura en 2022.

## Étymologie
Cette espèce est nommée en l'honneur de Takahide Kamura.

## Publication originale
- Ono & Ogata, 2018 : Spiders of Japan: their natural history and diversity. Tokai University Press, Kanagawa, p. 1-713.